# 罗斯·鲍尔斯
罗斯·鲍尔斯（英語：Ross Powers，1979年2月10日—），美国男子单板滑雪运动员。他曾代表美国参加1998年和2002年冬季奥林匹克运动会单板滑雪比赛，获得一枚金牌和一枚铜牌。